# Nghĩa Hùng
Nghĩa Hùng là một xã thuộc huyện Nghĩa Hưng, tỉnh Nam Định, Việt Nam.
Xã Nghĩa Hùng có diện tích 7,77 km², dân số năm 1999 là 7542 người, mật độ dân số đạt 971 người/km².
Xã Nghĩa Hùng có địa giới như sau:
- Phía đông giáp xã Nghĩa Lâm, Nghĩa Hưng.
- Phía nam giáp xã Nghĩa Hải, Nghĩa Hưng.
- Phía tây giáp các xã Kim Tân, Thượng Kiệm, huyện Kim Sơn, tỉnh Ninh Bình.
- Phía bắc giáp các xã Kim Chính, Đồng Hướng, Quang Thiện, huyện Kim Sơn, tỉnh Ninh Bình và thị trấn Quỹ Nhất, huyện Nghĩa Hưng.

Sông Đáy là ranh giới tự nhiên của xã Nghĩa Hùng với các xã thuộc huyện Kim Sơn, Ninh Bình.
Năm 1974, một phần diện tích và dân số của xã Nghĩa Hùng được sáp nhập vào xã Nghĩa Hải, bao gồm xóm Sĩ Hưng, xóm Sĩ Thịnh, xóm Sĩ Phú (thôn Sĩ Lam Nam) và xóm Phú Giáo (thôn Văn Giáo).